# C/2001 Q4 (NEAT)
C/2001 Q4 (NEAT) ist ein Komet, der im Jahr 2004 mit dem bloßen Auge gesehen werden konnte. Er war bereits fast drei Jahre zuvor entdeckt worden und wurde zu einem der hellsten Kometen des Jahres 2004.

## Entdeckung und Beobachtung
Das Projekt Near Earth Asteroid Tracking (NEAT) des Jet Propulsion Laboratory (JPL) hatte eigentlich zum Ziel, erdnahe Asteroiden rechtzeitig aufzuspüren, bevor sie zu einer Kollisionsgefahr für die Erde werden könnten. Als Nebeneffekt führte dieses Projekt aber auch zur Entdeckung zahlreicher Kometen.
Auf Aufnahmen des 1,2-m-Schmidt-Teleskops am Palomar-Observatorium vom 24. August 2001 entdeckten Steve H. Pravdo, E. F. Helin und K. J. Lawrence vom JPL einen runden nebelförmigen Fleck mit einer Helligkeit von 20 mag. Die Entdeckung konnte bereits 9 Stunden später durch ein Observatorium in Australien bestätigt werden, andere Observatorien meldeten am folgenden Tag Helligkeiten von 17–18 mag. Zum Zeitpunkt seiner Entdeckung befand sich der Komet noch in einer Entfernung von 10,1 AE von der Sonne, weiter als der Planet Saturn, und 9,6 AE von der Erde und damit in der größten Entfernung, in der bis zu diesem Zeitpunkt ein Komet entdeckt worden war.
Im Laufe der Jahre 2001 und 2002 nahm die Helligkeit des Kometen nur langsam zu, Anfang 2003 lag sie noch bei 15 mag. Lange Zeit war er nur von der Südhalbkugel in der Nähe des südlichen Himmelspols zu sehen. Beobachter in Brasilien und Australien schätzten Anfang September 2003 die Helligkeit zu etwa 12 mag, Ende des Jahres zu etwa 10 mag und im Februar 2004 zu etwa 8 mag. Eine erste Sichtung mit bloßem Auge erfolgte Ende März auf den Falklandinseln bei etwa 6 mag.
Der Komet nahm weiter an Helligkeit zu, blieb aber bis in den Mai 2004 nur am Südhimmel zu beobachten, wo ihn viele Beobachter verfolgten. Ab 10. Mai konnte er dann am Abendhimmel der Nordhalbkugel aufgefunden werden, wo er zu dem Zeitpunkt auch seine größte Helligkeit von etwa 3 mag erreichte. Es wurde jetzt auch ein Kometenschweif beobachtet, die Angaben dazu waren sehr verschieden und erreichten Werte bis zu 11° Länge. Zur gleichen Zeit konnte am Morgenhimmel auch der Komet C/2002 T7 (LINEAR) beobachtet werden. Bis in die zweite Hälfte des Mai hatte die Helligkeit wieder auf unter 4 mag und die Schweiflänge auf 1,5° abgenommen.
Die Helligkeit nahm weiter ab, Anfang Juni sank sie unter die Schwelle für die Beobachtung mit bloßem Auge, und bis Mitte September war zur Beobachtung wieder ein Teleskop nötig. Die Beobachtungen des Kometen wurden noch bis Anfang des Jahres 2005 fortgesetzt. Die letzte Positionsbestimmung gelang am 18. August 2006, fast exakt fünf Jahre nach seiner Entdeckung, am Observatorium von Ageo in Japan bei einer Helligkeit von etwa 19 mag.
Der Komet erreichte eine maximale Helligkeit von 2,8 mag und gehört damit zu den 26 hellsten Kometen seit 1935.

## Wissenschaftliche Auswertung
Schon kurz nach seiner Entdeckung konnten für den Kometen NEAT durch Brian Marsden vorläufige Bahnelemente bestimmt werden, die darauf hindeuteten, dass der Komet ein „dynamisch neuer“ Komet aus der Oortschen Wolke sein könnte, der zudem eine große Helligkeit bei seiner Annäherung an die Sonne erreichen würde. Es wurden daher frühzeitig zahlreiche Beobachtungsprogramme geplant, die den Kometen während seiner Annäherung an die Sonne und in Sonnennähe in verschiedenen Wellenlängenbereichen untersuchen sollten.

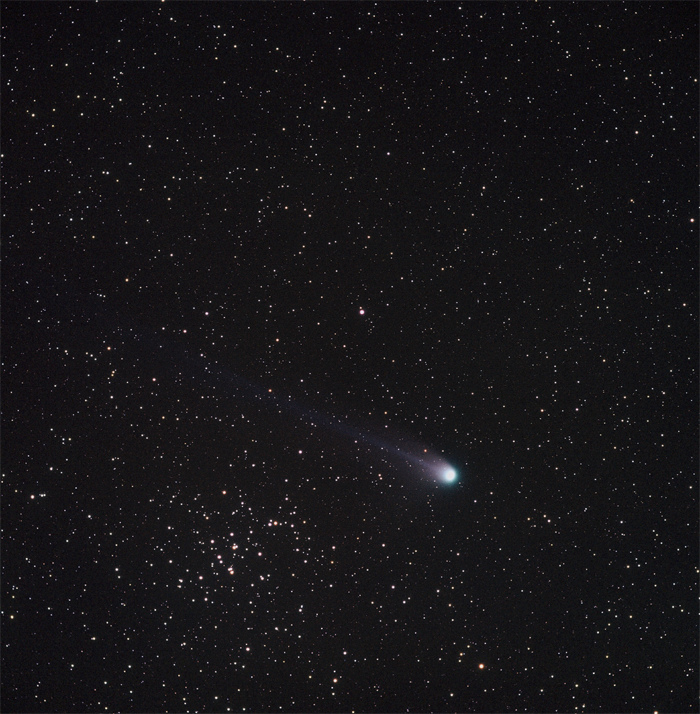
Der Komet am 16. Mai 2004 beim offenen Sternhaufen Messier 44

Bereits Mitte März 2002, als der Komet noch 8,6 AE von der Sonne entfernt war, wurden am La-Silla-Observatorium in Chile Aufnahmen gemacht und spektroskopische Untersuchungen der Kometenkoma im sichtbaren Licht vorgenommen. Die aus Staub bestehende Koma hatte in diesem Sonnenabstand bereits einen Durchmesser von über 100.000 km, es konnten aber noch keine Anzeichen einer Gasemission von CN, C2 oder C3 festgestellt werden.
Die meisten anderen Beobachtungsprogramme wurden in der Zeit kurz vor und nach dem Periheldurchgang des Kometen Mitte Mai 2004 durchgeführt, als der Komet sich in günstigen Abständen von etwa 1 AE zur Sonne und deutlich unter 1 AE zur Erde befand.

### Sichtbares Licht
Bereits im September 2003 bei einer Entfernung des Kometen von der Sonne von etwa 3,7 AE und dann noch einmal im Mai 2004, als der Komet nur noch etwa 1 AE von der Sonne entfernt war, wurden am Very Large Telescope des Paranal-Observatoriums der Europäischen Südsternwarte in Chile spektroskopische Untersuchungen im Violetten unternommen, um das Verhältnis zwischen den stabilen Isotopen 12C/13C und 14N/15N im CN-Radikal zu bestimmen. Die gemessenen Werte veränderten sich nur wenig mit dem Sonnenabstand des Kometen und entsprachen denen, die unter ähnlichen Bedingungen auch bei den Kometen C/1995 O1 (Hale-Bopp) und C/2003 K4 (LINEAR) gemessen wurden. Um ein davon unabhängiges Messergebnis zu erhalten, wurden im Mai 2004 die beiden Kometen C/2001 Q4 (NEAT) und C/2002 T7 (LINEAR) noch einmal mit dem Very Large Telescope spektroskopisch vermessen, diesmal allerdings im Blauen, um mit einem anderen Verfahren das Verhältnis 12C/13C im C2-Molekül zu bestimmen. Die Ergebnisse waren in Übereinstimmung mit den zuvor aus der Beobachtung des CN-Radikals gewonnenen Werten.
Vom 13. bis 19. Mai 2004 wurden am Aryabhatta Research Institute of Observational Sciences in Indien spektroskopische und photometrische Untersuchungen des Kometen im sichtbaren Bereich vorgenommen. Es konnten dabei Emissionslinien von CN und C2 nachgewiesen und deren Produktionsrate abgeleitet werden. Auch am Observatorium in Andruschiwka in der Ukraine wurden im Mai und Juni 2004 Untersuchungen des Kometenspektrums im sichtbaren Wellenlängenbereich vorgenommen. Am 14. Mai wurden dabei die Emissionslinien von C2, C3, CN, CH, NH2 und H2O+ entdeckt und ihre Intensitäten bestimmt.
Aus Beobachtungen der konzentrischen Staubschalen um den Kometenkern am Pic-du-Midi-Observatorium in Frankreich vom 14. bis 19. Mai 2004 gelang es, eine Rotationsperiode des Kometenkerns von etwa 23,2 Stunden abzuleiten. Aus weiteren Beobachtungen der morphologischen Veränderungen der Staubschalen um den Kometen, die vom 16. April bis 3. Juni u. a. am Vainu-Bappu-Observatorium in Indien und am Las-Campanas-Observatorium in Chile gemacht wurden, konnte die räumliche Orientierung der Rotationsachse des Kometenkerns sowie deren Neigung zur Bahnebene bestimmt werden. Außerdem konnten die Positionen der aktiven Zonen auf dem Kometenkern modelliert sowie deren gesamte Fläche in der Zeit des Perihels zu etwa 40 km² abgeschätzt werden.

### Infrarot
Mit der Infrared Telescope Facility (IRTF) der NASA auf Hawaiʼi wurden am 11. Mai 2004 spektroskopische Untersuchungen des Kometen im mittleren Infrarot bei 10 µm Wellenlänge vorgenommen. Die erhaltenen Spektren ähnelten in ihrem Verlauf sehr denjenigen, die bei der im Februar 1997 erfolgten Beobachtung des Kometen C/1995 O1 (Hale-Bopp) erhalten wurden. Der Komet ähnelt in seiner Zusammensetzung aus kristallinen Silicaten in Form von Olivin und Orthopyroxen damit weitgehend dem Kometen Hale-Bopp. Es wurde daraus abgeleitet, dass die beiden Kometen entweder in der gleichen Umgebung entstanden sind, oder dass kristalline Silicate generell weit verbreitet waren in den Zonen, in denen sich Kometen bei der Entstehung des Sonnensystems bildeten. Vom 4. bis 6. Juni wurden mit der IRTF weitere spektroskopische Untersuchungen des Kometen NEAT und des Kometen C/2002 T7 (LINEAR) im Wellenlängenbereich um 10 µm durchgeführt, die die zuvor erhaltenen Ergebnisse bestätigten. Die Staubkörner beim Kometen NEAT schienen dabei kleiner gewesen zu sein als die beim Kometen LINEAR. Auch bei spektroskopischen Untersuchungen am Mount-Lemmon-Observatorium in Arizona vom 14. Mai bis 20. Juni konnten die Signaturen von kristallinem Silicat und Olivin nachgewiesen werden.
Am 8-m-Subaru-Teleskop des National Astronomical Observatory of Japan auf Hawaiʼi wurden am 28. Mai 2004 hochaufgelöste spektroskopische Untersuchungen des Kometen im nahen Infrarot vorgenommen. Aus den Messergebnissen konnte erstmals die Kernspintemperatur von Methan (CH4) zu etwa 33 K ermittelt werden. Ähnliche Werte wurden bereits zuvor für die Spintemperatur von Wasser und Ammoniak (NH3) in anderen Kometen bestimmt. Die Spintemperatur entspricht wahrscheinlich der Temperatur, unter der sich das Molekül ursprünglich bildete, bevor es in das Kometenmaterial eingeschlossen wurde. Zusammen mit der Bestimmung eines zahlenmäßig nur geringen Verhältnisses zwischen Deuterium und Wasserstoff (Protium) im Methan deutet dies darauf hin, dass sich das im Kometen eingeschlossene Methan aus einer präsolaren Urwolke bei Temperaturen über 30 K bildete und dass folglich auch die Sonne aus einer warmen Wolke bei etwa 30 K entstand und nicht, wie zuvor vielfach angenommen, aus einer kalten bei etwa 10 K.
Ganz ähnliche Ergebnisse brachte auch die gleichzeitig durchgeführte spektroskopische Untersuchung der Emissionslinien von Wasser im Infraroten, sowie diejenige der Emissionslinie des NH2-Radikals im sichtbaren Licht vom 24. Mai. Aus den erhaltenen Spektren wurden die zahlenmäßigen Verhältnisse zwischen Ortho- und Parawasserstoff (OPR) in diesen Molekülen bestimmt, die wiederum Spintemperaturen von etwa 31 K entsprechen. Mit einer verbesserten Methode konnte nachträglich ein noch genauerer Werte für das OPR im NH2-Radikal abgeleitet werden. In der Kometenkoma entsteht das NH2-Radikal im Wesentlichen durch Zerfall des NH3-Moleküls unter der ultravioletten Strahlung der Sonne. Daher ließ sich auch das OPR von Ammoniak sowie dessen Spintemperatur zu etwa 30 K bestimmen.
Mit der gleichen verbesserten Berechnungsmethode wurden auch noch einmal die Messergebnisse bei insgesamt 15 Kometen revidiert, darunter auch die Ergebnisse der Beobachtung des Kometen NEAT vom 5. bis 7. Mai 2004 am Very Large Telescope (s. o.). Auch hierbei wurde für den Kometen NEAT eine Spintemperatur für das NH3-Molekül von 30 K erhalten, ebenso wie bei fast allen anderen untersuchten Kometen, die auch im CN-Radikal ein vergleichbares Isotopenverhältnis 14N/15N aufweisen.
Die Bestimmung des Verhältnisses zwischen Ortho- und Parawasserstoff in den Wassermolekülen der Kometenkoma ermöglicht auch eine neue Methode, bei der das im sichtbaren Bereich liegende Emissionsspektrum des im Wesentlichen durch Ionisation von Wasser entstehenden H2O+ ausgewertet wird. Dieses Verfahren wurde erstmals beim Kometen NEAT angewandt und führte ebenfalls zu Werten der Spintemperatur von Wasser von etwa 30 K.

### Ultraviolett- und Röntgenstrahlung
Vom 14. September 2003 bis zum 2. November 2004 wurde der Komet NEAT mit der Solar Wind ANisotropies (SWAN)-Kamera an Bord des Satelliten Solar and Heliospheric Observatory (SOHO) beobachtet, dieser Zeitraum umfasst die Bewegung des Kometen von einer Entfernung von 3 ¼ AE Abstand von der Sonne vor seinem Periheldurchgang bis zu einer Entfernung von 2 ¾ AE nach seinem Perihel. Regelmäßige Aufnahmen der Wasserstoffverteilung im interplanetaren Medium im Licht der Lyman-α-Linie ermöglichte eine nahezu lückenlose Erfassung der Produktionsrate von Wasser für den Kometen. Es konnten daraus zahlenmäßige Werte der Wasserproduktion in Abhängigkeit vom Abstand von der Sonne abgeleitet werden. Vor dem Periheldurchgang war der Komet etwa zwei- bis dreimal so produktiv wie danach, was an der Orientierung seiner Rotationsachse in Bezug auf die Sonne in Verbindung mit einer länglichen Form des Kometenkerns oder an einer asymmetrischen Verteilung von aktiven Gebieten auf seiner Oberfläche gelegen haben könnte.
Am 24. April 2004 wurden auch Beobachtungen des Kometen mit dem Far Ultraviolet Spectroscopic Explorer (FUSE) im Bereich des fernen Ultraviolett begonnen. Dies war der erste Einsatz dieses Satelliten nach einem Ausfall im Jahr 2001. Es konnten zahlreiche Emissionslinien identifiziert werden, in ähnlicher Intensität wie bereits bei drei im Jahr 2001 beobachteten Kometen, darunter die Linien von CO, O und H, während rund zwei Dutzend weitere Linien unidentifiziert blieben. Die CO-Linie zeigte dabei eine regelmäßige Schwankung mit einem deutlichen Faktor von 1,6 zwischen Minimum und Maximum und einer Periode von etwa 17,0 Stunden. Aus den Messungen konnte die Produktionsrate von CO zu der von Wasser bestimmt werden.
Zum ersten Mal gelang beim Kometen NEAT der Nachweis einer Emissionslinie von atomarem Deuterium im Spektrum. Die entsprechende Lyman-α-Linie wurde mit ausreichender Sicherheit nachgewiesen während Beobachtungen des Kometen vom 24. bis 28. April 2004 mit dem Space Telescope Imaging Spectrograph (STIS) an Bord des Hubble-Weltraumteleskops. Obwohl die Ermittlung einer exakten Produktionsrate von Deuterium problematisch war, konnte eine erste Abschätzung des Verhältnisses Deuterium zu Wasserstoff (Protium) vorgenommen werden.
Vom 8. bis 15. Mai 2004 konnten mit dem Far-Ultraviolet Imaging Spectrograph (FIMS) an Bord des koreanischen Satelliten STSAT-1 weitere Beobachtungen des Kometen im fernen Ultraviolett vorgenommen werden. Es konnten daraus ein Bild des Kometen, sowie Spektren mit den Emissionslinien von S, C und CO gewonnen werden. Aus den Messungen konnten die Produktionsraten dieser Stoffe ermittelt werden.
Bei der Kollision von Ionen des Sonnenwindes mit neutralen Atomen und Molekülen in der Hülle der Kometen können durch Ladungsaustausch weiche Röntgenstrahlen und kurzwellige Ultraviolettstrahlung (EUV) entstehen (wie auch in der Beobachtung mit FUSE festgestellt wurde). Die günstigen Umstände beim Periheldurchgang ermöglichten im Zeitraum vom 21. April bis 21. Mai 2004 erstmals eine gleichzeitige Beobachtung des Kometen NEAT sowohl mit dem Röntgenteleskop an Bord des Satelliten Chandra als auch mit dem EUV-Spektrographen an Bord des Satelliten CHIPSat. Durch das mit Chandra erhaltene Röntgenspektrum konnten die Emissionslinien von ionisiertem C, N, O, Mg, Fe, Si, S und Ne im Sonnenwind nachgewiesen werden. Die gemessenen EUV-Linien waren nur sehr schwach.

### Mikro- und Radiowellen
Mit dem Submillimeter-Teleskop an Bord des 2001 gestarteten Satelliten Odin wurden bis 2005 zwölf Kometen beobachtet, darunter auch von Anfang März bis Mitte Mai 2004 der Komet C/2001 Q4 (NEAT). Insbesondere wurde die Emissionslinie von Wasser intensiv studiert, um eine exakte Messung von dessen Produktionsrate zu erhalten. Auch die Emissionslinie von H218O konnte registriert werden und damit das Verhältnis zwischen den Isotopen 16O und 18O bestimmt werden, was mit dem auf der Erde gemessenen Wert nahezu übereinstimmt. Versuchsweise wurde auch nach einer Emissionslinie von NH3 gesucht. Beim Kometen NEAT konnte sie Ende April 2004 schwach nachgewiesen und daraus abgeleitet werden, dass Ammoniak in einer etwa 200-fach geringeren Menge als Wasser vom Kometen ausgaste. Die Ausgasungsrate von Wasser zeigte während des Beobachtungszeitraums eine regelmäßige Schwankung, die einer Variation in der Produktionsrate von etwa ±40 % entsprach, und deren Periode zu etwa 19,6 h bestimmt werden konnte. Eine Schwankung mit ähnlicher Periode wurde auch bei den Beobachtungen der Emissionslinie von CO mit FUSE im fernen Ultraviolett (s. o.) festgestellt.
Mit dem 12-m-Radioteleskop des Kitt-Peak-Nationalobservatoriums in Arizona wurden vom 6. bis 18. Mai die Emissionslinien von Cyanwasserstoff (HCN), Kohlenstoffmonoxid (CO) und Schwefelwasserstoff (H2S) entdeckt und deren Produktionsraten im Vergleich zu der von Wasser untersucht, um festzustellen, ob der Komet an einem dieser Moleküle verarmt ist. Wie bereits zuvor beim Kometen C/1995 O1 (Hale-Bopp) wurden dort auch beim Kometen NEAT am 15. und 26. Mai 2004 Beobachtungen der Emissionslinien von Formaldehyd (H2CO) durchgeführt. Aus den Messungen konnte die Produktionsrate des Moleküls sowie das Verhältnis dieser Produktionsrate zu der von Wasser ermittelt werden. Das Formaldehyd wird zum Teil möglicherweise aus mit organischen Molekülen durchsetzten silicatreichen Körnern im Staub der Kometenkoma freigesetzt, so dass es trotz seines raschen Zerfalls auch noch in größerem Abstand vom Kometenkern festgestellt werden konnte.
Vom 7. bis 11. Mai 2004 wurden spektroskopische Untersuchungen am Kometen NEAT mit dem Submillimeter-Teleskop am Mount Graham International Observatory (MGIO) in Arizona vorgenommen, um die Zusammensetzung des vermeintlich „dynamisch neuen“ Kometen NEAT mit derjenigen von „dynamisch alten“ Kometen zu vergleichen. Insbesondere wurde dabei nach den Emissionslinien von HCN, H2CO, CO, CS, Methanol (CH3OH) und Isocyanwasserstoff (HNC) gesucht. Die Messungen ermöglichten die Bestimmung von Produktionsraten dieser Moleküle sowie deren Verhältnisse zur Produktionsrate von Wasser.
Vom 8. bis 17. Mai 2004 wurde mit dem 100-m-Radioteleskop Effelsberg des Max-Planck-Instituts für Radioastronomie eine Suche nach Emissionslinien von NH3 in der Koma des Kometen durchgeführt. Es konnten keine solchen Emissionen festgestellt werden, während eine Kontrollmessung der Linien des OH-Radikals die korrekte Ausrichtung der Antenne bestätigte.
Mit dem BIMA-Millimeterinterferometer am Hat-Creek-Radioobservatorium in Kalifornien wurden vom 23. zum 24. Mai 2004 spektroskopische Untersuchungen der Emissionslinien von HCN durchgeführt. Aus den Messergebnissen konnte die Produktionsrate von HCN sowie deren Verhältnis zu den Produktionsraten von Wasser und CN mit verschiedenen mathematischen Modellen bestimmt werden. Das Verhältnis der Produktionsrate von HCN zu der von Wasser war vergleichbar zu dem Wert, der bereits zuvor beim Kometen C/1996 B2 (Hyakutake) beobachtet worden war. Vom 20. bis 24. Mai wurde an der gleichen Anlage auch nach Signalen von größeren Molekülen, wie Methanol, Acetonitril (CH3CN), Propionitril (C2H5CN), Ethanol (C2H5OH) und Ameisensäuremethylester (CH3OCHO), sowie nach Signaturen von kleineren Verbindungen, wie CS, SiO, HNC, HN13C und 13CO gesucht. Beim Kometen NEAT konnte nur Methanol deutlich nachgewiesen und dessen Produktionsrate bestimmt werden. Auch hier war das Verhältnis dieser Produktionsrate zu der von Wasser vergleichbar zu dem Wert, der bereits zuvor beim Kometen Hyakutake beobachtet worden war.
Von Anfang Mai bis Mitte Juni 2004 wurden mit dem Nançay-Radioteleskop in Frankreich Beobachtungen der 18-cm-Emissionslinie des Hydroxyl-Radikals OH beim Kometen NEAT vorgenommen.

### Polarisation
Im Mai und Juni 2004 wurden am Mount-Abu-Observatorium in Indien Beobachtungen der linearen Polarisation des Lichts der Kometenkoma vorgenommen. Es wurde ein hoher Polarisationsgrad festgestellt und daraus eine typische Zusammensetzung der Staubkörner aus Silicaten und organischen Stoffen abgeleitet, ähnlich wie beim Kometen C/1996 B2 (Hyakutake).
Vom 21. bis 23. Mai 2004 wurden am Krim-Observatorium mit einem Polarimeter Messungen der linearen und zirkularen Polarisation des Lichts von Kometenkoma und Staubschweif vorgenommen. Es wurde eine signifikante Korrelation zwischen der zirkularen Polarisation und den Parametern der linearen Polarisation festgestellt. Dies deutet auf nicht-sphärische und ausgerichtete Partikel im Staub des Kometen hin, die inhomogen oder anisotrop verteilt sind. Auffällig war, wie bereits bei drei anderen Kometen zuvor festgestellt, eine überwiegend linksdrehende Polarisation.

### Sonstiges
Vom 24. April bis 2. Juni konnte der Komet zusammen mit den beiden Kometen C/2002 T7 (LINEAR) und C/2004 F4 (Bradfield) auch mit dem Solar Mass Ejection Imager (SMEI) an Bord des Satelliten Coriolis beobachtet werden. Um den 5. Mai konnte dabei erstmals die Interaktion eines koronalen Massenauswurfs (CME) der Sonne mit dem Plasmaschweif des Kometen NEAT sowie wellenförmige Beeinflussungen der Plasmaschweife von NEAT und LINEAR durch Fluktuationen des Sonnenwinds beobachtet werden. Der Plasmaschweif des Kometen Bradfield blieb dagegen ungestört, vermutlich weil er sich zum Zeitpunkt der Beobachtung nicht mehr in der Nähe der Äquatorebene der Sonne aufhielt, wie es für die beiden anderen Kometen der Fall war. Weitere Untersuchungen ergaben, dass die Beeinflussungen der Plasmaschweife durch Schwankungen in der radialen Geschwindigkeit des Sonnenwinds von typisch 50–100 km/s hervorgerufen wurden, die aber ihrerseits wohl räumlich begrenzt erfolgten, da keine Korrelation mit den Messungen weiter entfernter Satelliten, wie z. B. ACE festgestellt werden konnte.
In einer Untersuchung von 2011 wurden nach einem neuartigen Verfahren aus den photometrischen Helligkeiten, den Parametern für die nicht-gravitativen Kräfte auf den Kometen und der Produktionsrate von Wasser für die Masse des Kometen ein Wert von etwa 11 Mrd. t abgeleitet. Der Wert war allerdings mit einer sehr hohen Ungenauigkeit von ±70 % behaftet.
Da für den Kometen hinreichende Daten vorlagen über die auf ihn einwirkenden nicht-gravitativen Kräfte durch Ausgasung insbesondere von Wasser und ebenso über die Menge an sublimierendem Wasser (für den Kometen in 1 AE Abstand von der Sonne in der Größenordnung von 5,3∙1029 Molekülen pro Sekunde, entsprechend etwa 16 t/s), konnte in einer Untersuchung von 2022 der Radius des Kometenkerns mit zwei verschiedenen Methoden abgeschätzt werden. Es wurde dafür ein Wert von 2,7 ± 0,9 km gefunden.

## Umlaufbahn
Für den Kometen konnte aus 2617 Beobachtungsdaten über einen Zeitraum von fast 5 Jahren eine hyperbolische Umlaufbahn bestimmt werden, die um rund 100° gegen die Ekliptik geneigt ist. Seine Bahn steht damit fast senkrecht zu den Bahnebenen der Planeten und er durchläuft seine Bahn gegenläufig (retrograd) zu ihnen. Im sonnennächsten Punkt der Bahn (Perihel), den der Komet am 15. Mai 2004 durchlaufen hat, befand er sich mit etwa 143,9 Mio. km Sonnenabstand etwas innerhalb des Bereichs der Erdbahn. Der Erde selbst hatte er sich bereits am 6. Mai bis auf etwa 48,0 Mio. km (0,32 AE) angenähert. Am 13. Mai wurde mit etwa 39,4 Mio. km der geringste Abstand zur Venus erreicht. An die anderen kleinen Planeten fanden keine nennenswerten Annäherungen statt.
In der Nähe des aufsteigenden Knotens seiner Umlaufbahn bewegte sich der Komet um den 15. Mai 2004 in unmittelbarer Nähe der Erdbahn, und zwar in nur etwa 6,4 Mio. km (0,043 AE) Abstand dazu. Die Erde hatte diese Stelle allerdings bereits knapp einen Monat zuvor am 20. April passiert.
Nach den Bahnelementen, wie sie in der JPL Small-Body Database angegeben sind und die auch nicht-gravitative Kräfte auf den Kometen berücksichtigen, bewegte sich der Komet lange vor seiner Passage des inneren Sonnensystems noch auf einer elliptischen Bahn mit einer Exzentrizität von etwa 0,999944 und einer Großen Halbachse in der Größenordnung von 17.000 AE mit einer Umlaufzeit von etwa 2,2 Mio. Jahren. Durch die Anziehungskraft der Planeten, insbesondere durch nahe Vorbeigänge am Saturn im Juni 2000 in knapp 8 ½ AE, am Jupiter am 27. Mai 2004 in etwa 4 ¾ AE, ein weiteres Mal am Saturn am 11. Oktober 2004 in knapp 9 AE und am Uranus im August 2014 in etwa 12 ¾ AE Abstand, sowie die Ausgasungseffekte in Sonnennähe wurde seine Bahnexzentrizität auf etwa 1,00067 erhöht, so dass er das Sonnensystem auf einer hyperbolischen Bahn verlassen wird.
In einer Untersuchung von 2010 ermittelten Królikowska und Dybczyński Werte für die Bahnelemente unter Berücksichtigung von 2661 Beobachtungsdaten über den gesamten Beobachtungszeitraum des Kometen. Außerdem bestimmten sie Werte für die ursprüngliche und zukünftige Bahnform vor bzw. nach dem Durchgang durch das innere Sonnensystem. Sie kamen zu dem Schluss, dass bei diesem Kometen eine Berücksichtigung nicht-gravitativer Kräfte zu wesentlich besseren Ergebnissen als eine rein gravitative Berechnung führt und dass eine rein gravitative Bahnberechnung zu falschen Bewertungen der ursprünglichen und zukünftigen Bahnform führt. Außerdem fanden sie durch eine Simulation der Kometendynamik mit statistischen Verfahren unter Berücksichtigung der Anziehungskräfte der galaktischen Scheibe und des galaktischen Zentrums, sowie gravitativ störender Sterne in der Sonnenumgebung, dass der Komet NEAT nicht wie zuvor allgemein angenommen ein „dynamisch neuer“ Komet war, sondern bei seinem zuvor erfolgten Umlauf um die Sonne bereits bis in den Bereich der Planeten vorgedrungen sein könnte.
In einer weiteren Untersuchung aus dem Jahr 2012 fanden sie darüber hinaus, dass die Bestimmung der Bahnparameter des Kometen mit noch größerer Genauigkeit möglich ist, wenn man nur die Beobachtungen bei größeren Sonnenabständen zur Berechnung verwendet und diejenigen in unmittelbarer Nähe des Periheldurchgangs auslässt, weil sie unkalkulierbar durch spontane Ausgasungseffekte an der Kometenoberfläche beeinflusst sind. Unter dieser Voraussetzung erhalten sie ein von den vorigen Berechnungen leicht abweichendes Ergebnis. Allerdings bestätigt auch diese Art der Berechnung, dass der Komet definitiv nicht „dynamisch neu“ war, sondern bereits mindestens einmal zuvor in Sonnennähe gewesen und dabei die Orbits von Saturn und Jupiter nach innen überquert hatte bis auf einen Sonnenabstand von etwa 3,3 AE.
In einer Untersuchung aus dem Jahr 2020 revidierte M. Królikowska ihre Bahnbestimmung noch einmal, indem sie für das von ihr präferierte Modell „w5“ 1515 Beobachtungsdaten nur aus einem Beobachtungszeitraum verwendete, während dessen sich der Komet in größerem Abstand von der Sonne bewegte, und wobei sie auch nicht-gravitative Kräfte auf den Kometen berücksichtigte. Danach bewegte sich der Komet ursprünglich auf einer elliptischen Bahn mit einer Exzentrizität von 0,999953 und einer Großen Halbachse von etwa 20.000 AE mit einer Umlaufzeit von 2,8 Mio. Jahren. Sein dynamischer Status wurde als „unsicher“ bewertet. Für die zukünftige Bahn fand sie eine hyperbolische Charakteristik mit einer Exzentrizität von 1,00067.